# Arie de Goede
Arie (Aar) de Goede (ur. 21 maja 1928 w Vlaardingen, zm. 16 maja 2016 w Zoeterwoude) – holenderski polityk i urzędnik, poseł do Parlamentu Europejskiego I kadencji, poseł do Tweede Kamer i Eerste Kamer, sekretarz stanu.

## Życiorys
Ukończył szkołę handlową, następnie trzyletni kurs w zakresie podatków. Od 1947 pracował w administracji skarbowej w Schiedam, później również w sekretariatach centrum treningowego i biura doradczego. Od 1958 administrator finansowy w Reactor Centrum Nederland, fundacji zajmującej się badaniami nad energią nuklearną.
W 1966 zaangażował się w działalność polityczną w ramach Demokratów 66, został rzecznikiem parlamentarnej frakcji D66 ds. ekonomicznych i finansowych. Od 1967 do 1973 reprezentował partię w Tweede Kamer. Następnie od maja 1973 do grudnia 1977 zajmował stanowisko sekretarza stanu w ministerstwie finansów w ramach rządu Joopa den Uyla. W 1979 wybrany do Parlamentu Europejskiego jako lider listy partyjnej (lijsttrekker). Pozostawał deputowanym niezrzeszonym, należał do Komisji ds. Gospodarczych i Walutowych. W latach 1986–1987 zasiadał w wyższej izbie parlamentu Eerste Kamer.
Kawaler Orderu Lwa Niderlandzkiego (1978).